# Analysant
Pour les articles homonymes, voir Analyse.
Un analysant (anciennement analysé) est une personne qui entreprend une psychanalyse.
Le terme a été développé par des auteurs anglo-saxons (analysand : on le rencontre dès 1925 dans l'International Journal of Psychoanalysis) pour souligner la participation active du patient, par  opposition au terme d'« analysé » qui fut employé jusque vers 1950, et c'est par le biais de la psychanalyse britannique qu'il a été introduit en France où il prévaut désormais.
Lacan y a particulièrement contribué, en insistant sur le fait qu'un sujet ne s'adresse pas à un psychanalyste pour se « faire analyser » mais pour parler, avec pour unique règle à suivre — telle que Freud l'énonçait — d'exprimer et d'associer librement les diverses pensées qui viennent à l'esprit.
Un diagnostic ou la seule réduction des symptômes sont secondaires et peuvent être également poursuivis en psychiatrie, en psychologie clinique ou en psychothérapie.